# Psychopsiella limminghei
Psychopsiella és un gènere monotípic d'orquídies; només té una espècie: Psychopsiella limminghei (E.Morren ex Lindl.) Lückel & Braem, i és originària d'Amèrica del Sud.

## Característiques
Té una sola espècie que ha estat eliminada del gènere Oncidium a causa del seu inusual hàbit i perquè té una columna alada bilobulada i fulles clapejades com Psychopsis.
La semblança entre Psychopsis i Psychopsiella és bastant clara, per les fulles de color verd fosc tacat de marró, per la inflorescència, que és llarga amb només una sola flor, o dues o més de manera seqüencial, amb formes i colors iguals. Psychopsiella, però, és molt més menuda, en comparació i els seus pseudobulbs són petits, cordats i ovalats; les flors tenen els sèpals i pètals curts i amples, molt diferents de Psychopsis, que els té extremament llargs i estrets, però amb els sèpals dorsals amples i amb serrells; a més, el llavi de Psychopsiella és molt menor en comparació amb altres segments de la flor que en Psychopsis, que el té enorme.
Psychopsiella es caracteritza per tenir rizoma reptant curt, amb petits pseudobulbs unifoliats agregats i adherits, igual que algunes espècies de Rudolfiella i Sophronitis. Les fulles són coriàcies, el·líptiques, gruixudes, però flexibles. La inflorescència sorgeix de la base de pseudobulbs, és llarga, recta o corba, amb bràctees espaiades, només hi apareix una flor, en diverses seqüències.
Les flors són molt grans en relació amb la grandària de la planta, amb sèpals i pètals similars, arcats, atenuats a la base, lleugerament buits, tacats de color taronja marró groguenc; sèpal dorsal més ample que els altres. El llavi n'és trilobulat, els lòbuls laterals oblongoarredonits, i el del mig amb marges amb serrells, amb dues o quatre ales o aurícules laterals. La columna té ales grans i bilobulades, antera terminal amb dos pol·linis arcats.

## Distribució i hàbitat
És un gènere monotípic, l'única espècie del qual és una petita epífita de creixement cespitós; es troba en dues àrees diferents a Veneçuela i Rio de Janeiro.

## Evolució, filogènia i taxonomia
Psychopsiella limminghei fou proposat per Lückel & Braem en Die Orchidee 33(1): 7 l'any 1982. L'espècie tipus el gènere n'és Psychopsiella limminghei (E. Morren ex Lindl.) Lückel i Braem, prèviament descrita com Oncidium limminghei E. Morren ex Lindley.
Etimologia

Psychopsiella: nom genèric que es refereix a la seua semblança amb el gènere Psychopsis.
limminghei: epítet.
Sinonímia

- Oncidium limminghei E.Morren ex Lindl., Fol. Orchid. 6: 56 (1855).
- Psychopsis limminghei (E.Morren ex Lindl.) M.W.Chase, Bot. Mag. 22: 54 (2005).
- Oncidium echinophorum Barb.Rodr., Gen. Spec. Orchid. 2: 195 (1882).[2]